# Punta de Sant Vicenç
La Punta de Sant Vicenç és un cap en forma de punxa de la costa de la Marenda del terme comunal de Cotlliure, a la comarca del Rosselló (Catalunya del Nord). Està situada a la zona nord del terme de Cotlliure, a prop i al nord de la Vila vella. A prop d'aquesta punta hi ha la cepella de Sant Vicenç.